# Rivière Escuminac Nord
Pour les articles homonymes, voir Escuminac.
La rivière Escuminac Nord traverse la municipalité régionale de comté (MRC) d'Avignon, dans la région administrative de Gaspésie–Îles-de-la-Madeleine, au Québec, au Canada. La rivière Escuminac Nord traverse les territoires municipaux de :
- Rivière-Nouvelle, un territoire non organisé : canton de Vallée ;
- Pointe-à-la-Croix, une municipalité : canton de Mann ;
- Escuminac (Québec), une municipalité : canton de Nouvelle.

La "rivière Escuminac Nord" se déverse sur la rive Ouest de la rivière Escuminac laquelle coule vers l'Est, formant une grande courbe vers le Nord, puis coule vers le Sud, jusqu'à la rive Nord de la baie d'Escuminac, située à la confluence de la rivière Ristigouche ; cette baie s'ouvre vers l'Est sur La Baie-des-Chaleurs. Cette dernière s'ouvre à son tour vers l'Est dans le Golfe du Saint-Laurent.
Le bassin versant de la "rivière Escuminac Nord" est accessible par le chemin d'Escuminac Nord-Est qui longe la rivière Escuminac par le côté Est et Nord, à partir de la route 132 (boulevard Perron). À partir de la confluence de la "rivière Escuminac Nord", une route forestière a été aménagée sur 8,6 km sur la rive Est de la rivière.

## Géographie
La "rivière Escuminac Nord" prend sa source de ruisseaux de montagne à 492 m d'altitude dans le canton de Vallée, dans le territoire non organisé Rivière-Nouvelle. Cette source est située à :
- 13,5 km au Sud-Est de la source de la rivière Escuminac ;
- 3,5 km au Nord-Ouest de la limite du canton de Mann ;
- 12,2 km au Nord-Ouest de la confluence de la "rivière Escuminac Nord".

La "rivière Escuminac Nord" coule en zone forestière vers le Sud-Est, du côté Est de la rivière Escuminac, ainsi que du côté Ouest du ruisseau Rockye, un affluent de la rive Ouest de la rivière Nouvelle.
À partir de sa source, le cours de la "rivière Escuminac Nord" coule sur 14,8 km selon les segments suivants :
- 3,5 km vers le Sud dans le canton de Vallée, jusqu'à la limite du canton de Mann ;
- 1,4 km vers le Sud-Est dans le canton de Mann, jusqu'au ruisseau Vallée (venant du Nord-Ouest) ;
- 3,4 km dont 1,3 km vers le Sud-Est et 2,1 km vers le Sud-Ouest, jusqu'au ruisseau Daudin (venant de l'Ouest) ;
- 4,9 km vers le Sud-Est, jusqu'à la limite Ouest du canton de Nouvelle ;
- 1,6 km vers le Sud-Est dans le canton de Nouvelle, jusqu'à la confluence de la rivière[2].

La "rivière Escuminac Nord" est un affluent de la rive Ouest de la rivière Escuminac ; elle s'y déverse dans le rang Escuminac Est de la municipalité de Escuminac. La confluence de la "rivière Escuminac Nord" est située à :
- 7,7 km au Nord-Ouest de la confluence de la Rivière Escuminac ;
- 3,9 km au Nord du sommet du Mont Escuminac lequel est situé à la limite du canton de Mann et du canton de Nouvelle ;
- 18,0 km au Nord-Est du pont enjambant la rivière Ristigouche pour relier la ville de Campbellton (au Nouveau-Brunswick) et le village de Pointe-à-la-Croix (au Québec).

## Toponymie
Le toponyme "rivière Escuminac Nord" a été officialisé le 5 décembre 1968 à la Commission de toponymie du Québec